# Coroana reginei Maria a României
Coroana reginei Maria a României este păstrată în prezent la Muzeul Național de Istorie din București fiind adusă imediat după abolirea monarhiei. Coroana a fost făcută la comanda reginei Maria a României, care a refuzat să o poarte pe cea a reginei Elisabeta.Este realizată din aur și este împodobită cu multe pietre prețioase și semiprețioase. Are la teral două pandantive lungi tot din aur cu simbolurile țării. 